# Championnat d'Amérique du Sud de rugby à XV 1998
Navigation
Championnat 1997 Championnat 2000
Le Championnat d'Amérique du Sud de rugby à XV 1998 est une compétition de rugby à XV organisée par la Confederación sudamericana de rugby. La 21e édition se déroule du 3 octobre au 17 octobre 1998 et est remportée par l'équipe d'Argentine.

## Équipes participantes
- Argentine
- Chili
- Uruguay
- Paraguay

## Format
L'Argentine, le Chili, l'Uruguay et le Paraguay disputent des matchs sous la forme d'un tournoi. Le premier est déclaré vainqueur.

## Classement
| Rang | Nation        | J | V | N | D | Pm  | Pe  | Diff | Pts |
| ---- | ------------- | - | - | - | - | --- | --- | ---- | --- |
| 1    | Argentine (T) | 3 | 3 | 0 | 0 | 114 | 31  | +83  | 6   |
| 2    | Uruguay       | 3 | 2 | 0 | 1 | 127 | 46  | +81  | 4   |
| 3    | Chili         | 3 | 1 | 0 | 2 | 88  | 62  | +26  | 2   |
| 4    | Paraguay      | 3 | 0 | 0 | 3 | 20  | 210 | -190 | 0   |

|  | Vainqueur (no 1).        |
|  | T : Tenant du titre 1997 |

## Résultats
| 3 octobre 1998 | Chili | 13 – 20 | Uruguay | Santiago |
| 3 octobre 1998 |       |         |         | Santiago |
| 3 octobre 1998 |       |         |         | Santiago |

| 3 octobre 1998 | Paraguay | 0 – 59 | Argentine | Asuncion |
| 3 octobre 1998 |          |        |           | Asuncion |
| 3 octobre 1998 |          |        |           | Asuncion |

| 10 octobre 1998 | Chili | 17 – 25 | Argentine | Santiago |
| 10 octobre 1998 |       |         |           | Santiago |
| 10 octobre 1998 |       |         |           | Santiago |

| 10 octobre 1998 | Uruguay | 93 – 3 | Paraguay | Montevideo |
| 10 octobre 1998 |         |        |          | Montevideo |
| 10 octobre 1998 |         |        |          | Montevideo |

| 17 octobre 1998 | Argentine | 30 – 14 | Uruguay | Buenos Aires |
| 17 octobre 1998 |           |         |         | Buenos Aires |
| 17 octobre 1998 |           |         |         | Buenos Aires |

| 17 octobre 1998 | Paraguay | 17 – 58 | Chili | Asuncion |
| 17 octobre 1998 |          |         |       | Asuncion |
| 17 octobre 1998 |          |         |       | Asuncion |